# Сарла-ла-Канеда
Сарла-ла-Канеда, наричан още Сарла, е община в Югозападна Франция. Подпрефектура и главен град в департамента Дордон, в района Нувел Акитен, градът наброява 9127 жители през 2015 г. и е в центъра на градска зона с население от 19 651 души. Жителите ѝ се наричат сарладеи. Столица на Перигор Ноар, на границата на Кос дю Керси, градът е важен туристически обект, известен със своята монументална украса, датираща предимно от Средновековния период и началото на Ренесанса (от XIII до XVI в.). Неговият център се състои от мрежа от тесни и живописни улички и сенчести площади. Притежавайки един от най-големите средновековни градски комплекси в света, Сарла е първият град, който се възползва от закона Малро през 1964 г. Този малък град, посещаван от стотици хиляди туристи всяка година, от време на време служи и като място за снимане на исторически филми.

## Административен и избирателен статут
От 1790 г. общината на Сарла е главен град на кантон Сарла, който е част от района на Сарла до 1795 г., когато районите са премахнати като административна единица. От 1801 г. кантонът премиава в границите на област Сарла (която е преименувана на област Сарла-ла-Канеда през 1965 г.) В рамките на реформата от 2014 г., въведена с декрет от 21 февруари 2014 г., общината остава част от същия кантон, и е обявена за общинско избирателно бюро по време на общинските избори през март 2015 г. През 2011 г. се слива с община Перигор Ноар, която временно запазва името си, преди да стане общността на общините Сарла-Перигор Ноар през май 2011 г.

## Демография
До 1965 г. общините на Ла Канеда и Сарла са отделни общини. През 1965 г. Ла Канеда се слива със Сарла, формирайки новата община Сарла-ла-Канеда. Промяната в броя на жителите е известна след преброяванията на населението, извършвани в общината от 1793 г. От 2006 г. насам официално броят на населението на общините се публикува ежегодно от Националния статистически институт на Франция. Преброяването вече се основава на годишно събиране на информация, обхващаща последователно всички общински територии за период от пет години. За общини с по-малко от 10 000 жители се извършва преброяване на цялото население на всеки пет години, като законните жители от междинните години се изчисляват чрез интерполация или екстраполация. За общината през 2008 г. беше извършено първото цялостно преброяване в рамките на новата схема. През 2015 г. общината има 9030 жители, което е със 7,28% по-малко в сравнение с 2010 г.

## Агломерация и градска зона
През 2010 г. градската агломерация на Сарла-ла-Канеда включва само тази община. С 9127 жители през 2014 г. това е четвъртият по големина град в Дордон след Перигьо, Бержерак и Монтпон-Менстерол. Градската зона на Сарла-ла-Канеда, която се разпростира върху шестнадесет други общини, включва 19 425 жители през 2014 г. Тя е третата по големина в Дордон след тези на Перигьо и Бержерак.

## Културни събития и празници
Всяка година, в средата на януари, един уикенд е посветен на Празника на трюфелите и гъшия дроб. Организира се Кулинарна академия, по инициатива на производителите на трюфели в Перигор Ноар и Сарла.
От 2009 година насам, всяка година в началото на март, се организира Празника на гъската.
През лятото Фестивалът на театралните игри предлага различна игра всеки ден в продължение на три седмици.
На всеки две години през лятото се провежда  Автомобилна ретроспекция с парад на стари автомобили.
Филмовият фестивал през ноември е един от важните фестивали на френската кинематографична индустрия. Той е признат за фестивал от национално значение и се организира с подкрепата на всички местни, регионални и национални институции.
Коледният пазар оцветява и оживява града за цели три седмици. Коледното селище отваря врати през декември, съставено от повече от четиридесет къщички, построени около ледена пързалка.

## Икономика
•Туризъм: архитектурата на Сарла го прави най-популярният туристически обект на Дордон и на четиринадесето място във Франция, с около милион и половина посетители всяка година. Много туристи от Северна Европа (Обединеното кралство, Холандия, Белгия и др.) посещават региона по време на празниците.
•Фестивалът на театралните игри на Сарла, създаден през 1951 г. от Жак Бойсари, също привлича много туристи – от ноември 1991 г. се провежда филмов фестивал всяка година.
•Селско стопанство и животновъдство: тютюн, отглеждан от 1857 г. в Дордон – трюфелът, много рядък продукт, е и водещият продукт на Перигор Ноар. Пазарите за трюфели в Сарла-ла-Канеда са отворени от средата на ноември до края на февруари. Контролираният пазар, запазен за физически лица, се организира от групата производители на трюфели от Перигор Ноар, и предлага всяка събота сутрин пресни трюфели, предварително измити и подсушени. Всяка година, в средата на януари, се организира Празник на трюфелите и Кулинарна академия. Известни готвачи демонстрират как се приготвят гъши дроб и трюфели.

## Работна заетост
- През 2012 г. сред населението на общината на възраст между 15 и 64 години активните са представлявали 4157 души или 44,2% от общинското население. Броят на безработните (798) се е увеличил значително в сравнение с 2007 г. (471), а безработицата сред активното население е 19,2%.[4]

- Заетост в общината. През 2012 г. общината предлага 6572 работни места за население от 9414 жители. Секторът на услугите преобладава с 45,7% от работните места, но секторът, включващ държавната администрация, образованието, здравеопазването и социалната работа, също присъства с 32,8%.